# Муртоза (район)
Муртоза (порт. Murtosa) — район (фрегезия) в Португалии, входит в округ Авейру. Является составной частью муниципалитета Муртоза. Находится в составе крупной городской агломерации Большое Авейру. По старому административному делению входил в провинцию Бейра-Литорал. Входит в экономико-статистический субрегион Байшу-Воуга, который входит в Центральный регион. Население составляет 3140 человек. Занимает площадь 14,56 км².